# Zoran Juranić
Zoran Juranić (Rijeka, 25. lipnja 1947.) hrvatski skladatelj, dirgent i akademik.

## Životopis
Na zagrebačkoj Muzičkoj akademiji 1972. godine završio je dirigiranje i kompoziciju kod Stjepana Šuleka te potom dobiva mjesto zborovođe u zagrebačkom HNK. Između 1975. i 1980. godine predavao je na Muzičkoj akademiji te zatim postaje umjetnički voditelj Opere HNK u Rijeci te u nekoliko navrata u osječkom HNK. U zagrebački HNK se vraća 2002. kada postaje ravnatelj Opere, a od 2012. godine predsjednik je Hrvatskog društva skladatelja. Od 2010. godine bio je član suradnika, a od 2014. redoviti je član Hrvatske akademije znanosti i umjetnosti.

## Skladbe
- Varijacije za komorni orkestar, 1972.
- Inter arma narrant Musae, simfonijski torzo, 1994.
- operna farsa Govori mi o Augusti 1999.
- Koncert za violu i gudački orkestar, 2011.

## Nagrade i priznanja
- Godišnja nagrada Vladimir Nazor, 1990.
- Nagrada Josip Štolcer Slavenski, 1999.
- Nagrada Milka Trnina, 2013.
- Red Danice Hrvatske s likom Marka Marulića,[3] 1996
- Porin za životno djelo,[4] 2017.